# Miloš Bobocký
Ing.  Miloš Bobocký  (20. ledna 1922 Bratislava – 5. března 2016 tamtéž) byl československý basketbalista, absolvent Vysoké školy obchodní. Je zařazen na čestné listině mistrů sportu.
Basketbal hrál za družstva YMCA Bratislava, ŠK Bratislava, Sokol Bratislava.
Československo reprezentoval dvakrát na Mistrovství Evropy v basketbale mužů a to na Mistrovství Evropy v basketbale mužů 1946 v Ženevě, kde s reprezentačním družstvem získal zlaté medaile a na Mistrovství Evropy v basketbale mužů 1947 v Praze, kde s národním týmem skončil na 2. místě a získal stříbrnou medaili.,,

## Hráčská kariéra
kluby
- YMCA Bratislava (Yukon, Winetou), ŠK Bratislava (3. místo 1946, 2x 4. místo 1947, 1948), Sokol Bratislava

reprezentace
- 11 utkání za Československo (1946–1947), celkem 23 bodů

úspěchy
- mistr Evropy 1946 (Ženeva), 4 zápasy, 18 bodů, 3. nejlepší střelec Československa
- vicemistr Evropy 1947 (Praha), 1 zápas, 5 bodů